# 条叶虎耳草
条叶虎耳草（学名：Saxifraga linearifolia）为虎耳草科虎耳草属下的一个种。

## 扩展阅读
- 維基物種上的相關：条叶虎耳草